# Бронхнувко
Бронхнувко (пол. Brąchnówko) — село в гмине Хелмжа Торуньского повета Куявско-Поморского воеводства в центральной части севера Польши.

## История
Во второй половине XIX века село приобрёл политик Эмиль Чарлиньский, ранее им владели: глава Поморского воеводства Стефан Лашевский и его предки, а также немецкая семья Кольбе. Чарлиньские во время своего владения селом значительно расширили территорию главной усадьбы, включив в её состав около гектара парковой зоны, на которой они высадили множество деревьев, некоторым из которых в 2008 году был присвоен статус памятников природы.